# Miguel José de Azanza

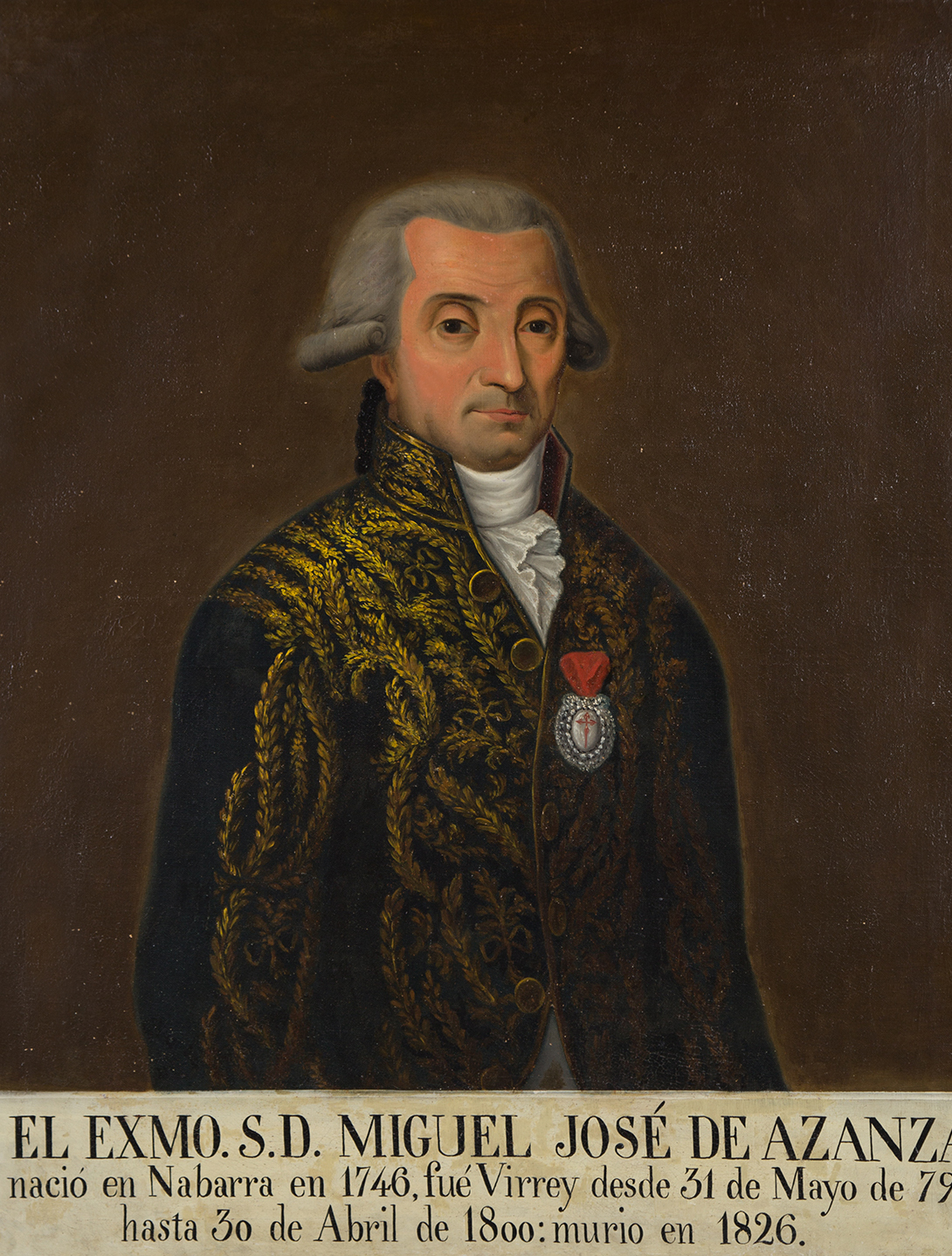
Miguel José de Azanza

Miguel José de Azanza Nabarlaz, Herzog (spanisch: duque) von Santa Fé (* 20. Dezember 1746 in Aoiz, Navarra, Spanien; † 20. Juni 1826 in Bordeaux, Frankreich), war ein spanischer Offizier und Kolonialverwalter, der als Vizekönig von Neuspanien amtierte.

## Leben

### Ausbildung und frühe Karriere
Azanza kam in Navarra zur Welt und studierte in Pamplona und Sigüenza. 1763 reiste er siebzehnjährig mit seinem Onkel José Martín de Alegría, einem höheren Beamten der Kolonialverwaltung, nach Amerika. Nach einem Abstecher in Havanna gelangte er nach Veracruz, dem wichtigsten Hafen zwischen Mexiko und Europa.
1768 ernannte José de Gálvez y Gallardo, der mächtige Generalvisitor für Neuspanien, Azanza zu seinem Sekretär. In dieser Funktion bereiste er weite Teile des Vizekönigreiches bis Kalifornien und Sonora. Als Gálvez 1771 nach Europa zurückkehrte, trat Azanza formell als Kadett der Armee im lombardischen Infanterieregiment bei und wurde 1774 zum Leutnant befördert.
1774 kehrte er nach Kuba zurück. Azanza unterstützte den Gouverneur und Generalkapitän von Kuba, Felipe de Fondesviela y Ondeano, Markgraf von Torre, und verfasste 1777 über dessen Infrastrukturmaßnahmen einen Bericht (Noticia formada de orden del señor Marqués de la Torre Gobernador y Capitán general de la Isla de Cuba, de los caudales que se han invertido en las obras públicas ejecutadas durante su mando en la Habana y sus cercanías).
Gemeinsam mit Felipe de Fondesviela nahm Azanza 1781 im Range eines Hauptmannes an der (vergeblichen) Belagerung von Gibraltar teil. Fondesviela wurde anschließend als
Botschafter Spaniens an den russischen Zarenhof in St. Petersburg entsandt; Azanza begleitete ihn als Sekretär. Er stieg zum Geschäftsträger der spanischen Botschaft auf und arbeitete später in gleicher Funktion bei der spanischen Botschaft am preußischen Hof in Berlin.
Er kehrte zurück nach Spanien und übernahm Funktionen bei der Heeresverwaltung, ohne eigene Truppen zu befehlen. 1788 wurde er zum Intendente y Corregidor von der spanischen Städte Toro und Salamanca ernannt, 1789 folgte die Berufung als Intendent von Valencia.
Er befehligte im Ersten Koalitionskrieg im Roussillon die spanischen Truppen gegen das französische Revolutionsheer. Seine Erfahrung brachte ihm die Nominierung für den spanischen Kriegsrat und schließlich das Amt des Kriegsministers. Aufgrund von Differenzen mit dem mächtigen Ministerpräsidenten Manuel de Godoy, der zugleich Liebhaber der Königin war, musste er dieses Amt aber 1796 wieder aufgeben.

### Amtszeit als Vizekönig von Neuspanien
Im Oktober 1797 wurde er zum Vizekönig von Neuspanien berufen. Diese Ernennung wurde auch als Maßnahme Godoys interpretiert, den Widersacher Azanza ohne Gesichtsverlust weit weg vom Madrider Hof zu platzieren. Parallel zu Azanzas Abreise vollzog sich der (formelle) Sturz Godoys, der im Mai 1798 das Amt des Ministerpräsidenten aufgeben musste. Azanza reiste im April ab und erreichte Veracruz am 19. Mai 1798. Er übernahm das Amt von seinem Vorgänger Miguel de la Grúa Talamanca y Branciforte.
Er entfernte die Vertrauten seines Vorgängers aus allen wichtigen Positionen und ernannte den Garnisonschef von San Luis Potosí, Félix María Calleja del Rey, der sich bei der Befriedung der Indianer im Norden bewährt hatte, zum zuständigen Brigadegeneral. Azanza ließ die Truppenansammlung in Xalapa, die sein Vorgänger veranlasst hatte, abbauen. Mit den freigewordenen Mitteln verstärkte man die Hafenbefestigungen von San Blas an der Pazifikküste.
Die örtliche Waffenproduktion wurde angekurbelt, und Azanza entsandte eine Expedition gegen das britische Belize, die aber aufgrund der britischen Seeüberlegenheit scheiterte.
An der Pazifikküste ließ er die Befestigungen von San Diego, Monterrey und San Francisco ausbauen sowie sechs Fregatten zum Küstenschutz in Acapulco stationieren. Im April 1799 entsandte er eine Entsatztruppe, die den von Briten belagerten Hafen von Havanna befreien sollte.
Innenpolitisch verfolgte er immer noch die Reformpolitik, die Karl III. initiiert hatte.
Im Oktober 1799 ereignete sich die „Machetenverschwörung“ (Conspiración de los machetes). Unter Führung von Pedro de la Portilla, einem Angestellten der Justizverwaltung, erhoben sich rund 20 Kreolen gegen die Vorherrschaft der gebürtigen Spanier (Peninsulares). Sie nahmen den Vizekönig im Handstreich gefangen, riefen die Unabhängigkeit Mexikos aus und erklärten Spanien den Krieg. Der Aufstand wurde schnell niedergeschlagen und Azanza befreit.
Nur wenig später, Anfang November 1799 beschloss die Kolonialverwaltung in Madrid, Azanza abzulösen und ihn durch den Generalleutnant der Marine, Félix Berenguer de Marquina zu ersetzen. Azanza trat am 29. April 1800 von seinem Amt zurück, zu dieser Zeit war sein Nachfolger allerdings noch auf Jamaika in britischer Gefangenschaft. Erst einen Monat später konnte er sein Amt antreten.

### Zurück in Europa
Bevor er sich nach Europa einschiffte, heiratete Azanza in Tacubaya seine Cousine Josefa Alegría. Seine Rückkehr verzögerte sich mehrere Monate, da auch sein Schiff von den Briten aufgebracht und zunächst nach Jamaika gebracht wurde, ehe Azanza von Kuba aus seine Reise fortsetzen konnte.
Azanza ließ sich in Granada nieder, wo seine Frau Güter besaß. Er wurde Mitglied im Staatsrat, hatte aber dort wenig Einfluss, da sein alter Rivale Manuel de Godoy die Kriegs- und Außenpolitik an der Seite des napoleonischen Frankreichs fest bestimmte.
Mit dem Aufstand von Aranjuez musste Godoy 1808 endgültig abtreten. König Karl IV. verzichtete auf den Thron, und sein Sohn Ferdinand VII. übernahm die Regentschaft. Dieser wurde aber von Napoleon Bonaparte in Frankreich gefangen genommen, der stattdessen seinen eigenen Bruder Joseph Bonaparte zum spanischen König ernannte.
Miguel de Azanza war von Ferdinand zum Mitglied der Regierungsjunta ernannt worden, die in seiner Abwesenheit Spanien regieren sollte. Azanza aber wechselte die Seiten: Bei der verfassungsgebenden Versammlung von Bayonne, in welcher das Statut von Bayona verabschiedet wurde, das als rechtliche Grundlage des napoleonischen Spaniens dienen sollte, war er Versammlungsvorsitzender.
Gemeinsam mit dem späteren Regierungschef von Joseph Bonaparte, Mariano de Urquijo y Muga, verfasste er offen huldigende Briefe an Napoleon. Die Junta Suprema Central, die Ferdinand die Treue hielt, erklärte ihn daraufhin zum Hochverräter, verurteilte ihn in Abwesenheit zum Tode und konfiszierte seine Güter.
König Joseph Bonaparte indes machte Azanza zum Kriegsminister und vorübergehend auch zum Verantwortlichen für Kirchenfragen. Azanza erhielt den Orden vom Goldenen Vlies und wurde zum Herzog von Santa Fé erhoben.
Nach der Niederlage der napoleonischen Truppen im Befreiungskrieg musste Azanza 1812 nach Frankreich emigrieren. Nach der Rückkehr Ferdinands VII. wurde er 1820 amnestiert und durfte nach Spanien zurückkehren. Dort begegnete ihm allerdings so viel Ablehnung und Hass, dass er es vorzog, sich wieder in Frankreich niederzulassen. Er starb in Bordeaux in Armut im Juni 1826.

## Ehrungen
Nach ihm ist die Pflanzengattung Azanza Moc. & Sessé ex DC. 1824 aus der Familie der Malvengewächse (Malvaceae) benannt worden.